# Liste der Auszeichnungen der Sängerin Rihanna

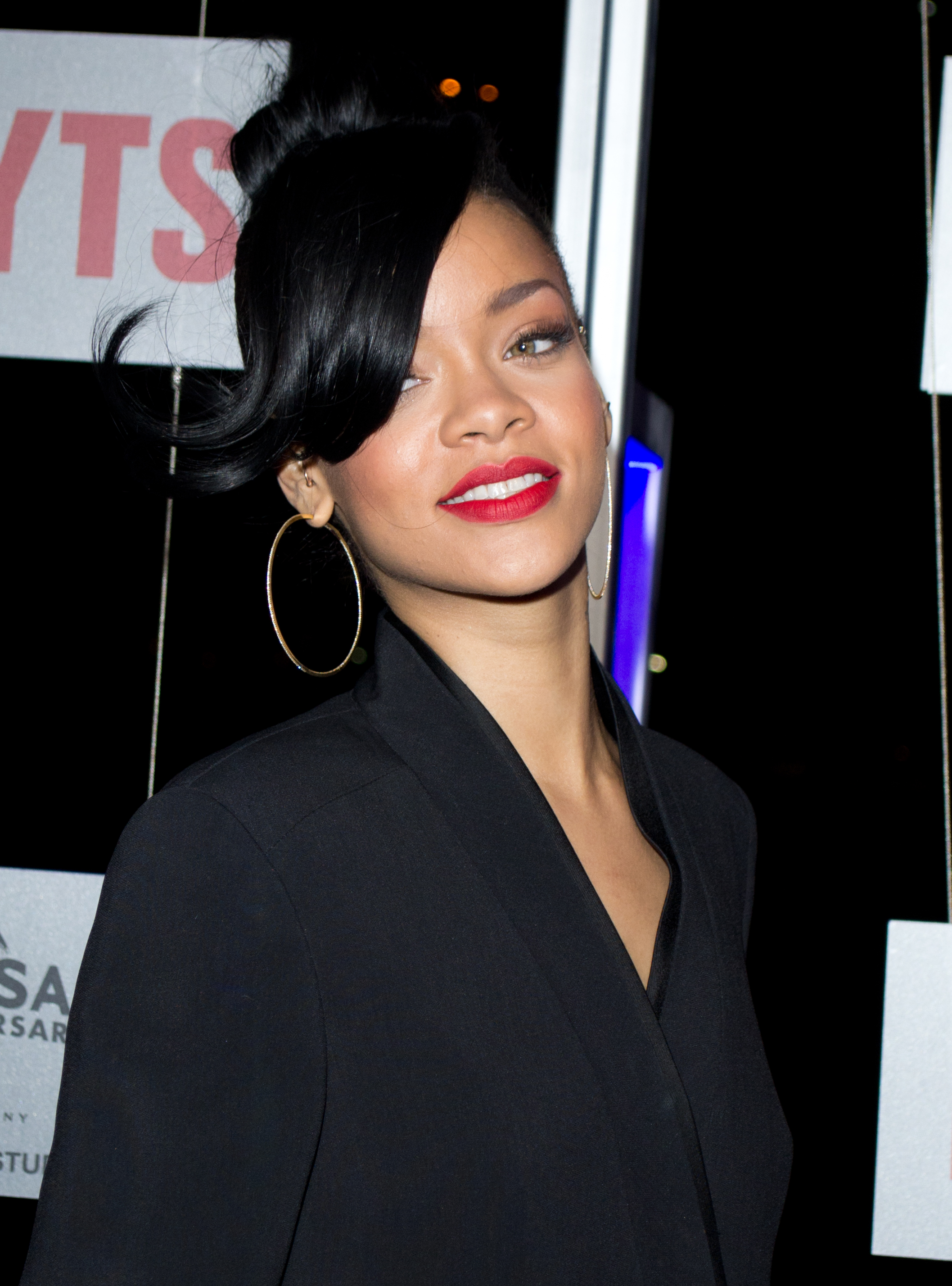
Rihanna bei der Battleship-Premiere (2012).

Diese Liste ist eine Übersicht über die Auszeichnungen und Nominierungen der aus Barbados stammenden R&B-Sängerin Rihanna.
In ihrer seit 2005 andauernden Karriere hat Rihanna mehr als 600 Nominierungen für diverse Musik-, Film- und Werbepreise erhalten. Mehr als 200 Preise bekam sie verliehen. Zu ihren größten Auszeichnungen zählen 9 Grammys, 8 Billboard Music Awards und 7 MTV Video Music Awards. Außerdem hält sie sechs Rekorde bei den Guinness World Records.
Für eine Liste ihrer Auszeichnungen für Musikverkäufe siehe Rihanna/Auszeichnungen für Musikverkäufe.

## American Music Awards
| Jahr | Kategorie                         | für                                                 | Resultat  | Ref.        |
| ---- | --------------------------------- | --------------------------------------------------- | --------- | ----------- |
| 2007 | Favorite Female Artist – Soul/R&B | Rihanna                                             | Gewonnen  | [ 1 ]       |
| 2008 | Favorite Female Artist – Pop/Rock | Rihanna                                             | Gewonnen  | [ 2 ]       |
| 2008 | Favorite Female Artist – Soul/R&B | Rihanna                                             | Gewonnen  | [ 2 ]       |
| 2010 | Favorite Female Artist – Soul/R&B | Rihanna                                             | Gewonnen  | [ 3 ]       |
| 2011 | Favorite Female Artist – Soul/R&B | Rihanna                                             | Nominiert | [ 3 ]       |
| 2011 | Favorite Album – Pop/Rock         | Loud                                                | Nominiert | [ 3 ]       |
| 2011 | Favorite Album – Soul/R&B         | Loud                                                | Gewonnen  | [ 3 ]       |
| 2012 | Artist of the Year                | Rihanna                                             | Nominiert | [ 4 ]       |
| 2012 | Favorite Female Artist — Soul/R&B | Rihanna                                             | Nominiert | [ 4 ]       |
| 2012 | Favorite Female Artist — Pop/Rock | Rihanna                                             | Nominiert | [ 4 ]       |
| 2012 | Favorite Album – Soul/R&B         | Talk That Talk                                      | Gewonnen  | [ 4 ]       |
| 2013 | Favorite Female Artist — Soul/R&B | Rihanna                                             | Gewonnen  | [ 5 ] [ 6 ] |
| 2013 | Artist of the Year                | Rihanna                                             | Nominiert | [ 5 ] [ 6 ] |
| 2013 | Icon-Award (Ehrenpreis)           | Rihanna                                             | Gewonnen  | [ 5 ] [ 6 ] |
| 2013 | Favorite Album – Soul/R&B         | Unapologetic                                        | Nominiert | [ 5 ] [ 6 ] |
| 2015 | Favorite Female Artist — Soul/R&B | Rihanna                                             | Gewonnen  | [ 7 ]       |
| 2015 | Collaboration of the Year         | FourFiveSeconds (mit Kanye West und Paul McCartney) | Nominiert | [ 7 ]       |
| 2016 | Artist of the Year                | Rihanna                                             | Nominiert | [ 8 ]       |
| 2016 | Favorite Female Artist — Soul/R&B | Rihanna                                             | Gewonnen  | [ 8 ]       |
| 2016 | Favorite Female Artist – Pop/Rock | Rihanna                                             | Nominiert | [ 8 ]       |
| 2016 | Collaboration of the Year         | Work (feat. Drake)                                  | Nominiert | [ 8 ]       |
| 2016 | Video of the Year                 | Work (feat. Drake)                                  | Nominiert | [ 8 ]       |
| 2016 | Favorite Song – Soul/R&B          | Work (feat. Drake)                                  | Gewonnen  | [ 8 ]       |
| 2016 | Favorite Album – Soul/R&B         | ANTI                                                | Gewonnen  | [ 8 ]       |
| 2017 | Favorite Female Artist – Pop/Rock | Rihanna                                             | Nominiert | [ 9 ]       |
| 2017 | Favorite Female Artist – Soul/R&B | Rihanna                                             | Nominiert | [ 9 ]       |
| 2018 | Favorite Female Artist – Soul/R&B | Rihanna                                             | Gewonnen  | [ 10 ]      |

## ARIA Awards
| Jahr | Kategorie                         | für     | Resultat  | Ref    |
| ---- | --------------------------------- | ------- | --------- | ------ |
| 2011 | Most Popular International Artist | Rihanna | Nominiert | [ 11 ] |

## Barbados Music Awards
| Jahr | Kategorie                                  | für                                                 | Resultat  | Ref.   |
| ---- | ------------------------------------------ | --------------------------------------------------- | --------- | ------ |
| 2006 | Best Reggae/Dancehall Album                | Music of the Sun                                    | Gewonnen  | [ 12 ] |
| 2006 | Album of the Year                          | Music of the Sun                                    | Gewonnen  | [ 12 ] |
| 2006 | Best Dance Single                          | Pon de Replay                                       | Gewonnen  | [ 12 ] |
| 2006 | Song of the Year                           | Pon de Replay                                       | Gewonnen  | [ 12 ] |
| 2006 | Best New Artist                            | Rihanna                                             | Gewonnen  | [ 12 ] |
| 2006 | Entertainer of the Year                    | Rihanna                                             | Gewonnen  | [ 12 ] |
| 2006 | Female Artist of the Year                  | Rihanna                                             | Gewonnen  | [ 12 ] |
| 2006 | Best-Selling Female Artist of the Year     | Rihanna                                             | Gewonnen  | [ 12 ] |
| 2007 | Best Selling Recording Artiste – Worldwide | Rihanna                                             | Gewonnen  | [ 12 ] |
| 2007 | Entertainer of the Year                    | Rihanna                                             | Gewonnen  | [ 12 ] |
| 2007 | Female Entertainer of the Year             | Rihanna                                             | Gewonnen  | [ 12 ] |
| 2007 | Digicel People’s Choice Award              | Rihanna                                             | Nominiert | [ 12 ] |
| 2007 | Best Music Video – Female                  | SOS                                                 | Nominiert | [ 12 ] |
| 2007 | Best Dance Pop Single                      | SOS                                                 | Nominiert | [ 12 ] |
| 2007 | Song of the Year – Female                  | Unfaithful                                          | Gewonnen  | [ 12 ] |
| 2007 | Best Soul/R&B Single – Female              | Unfaithful                                          | Gewonnen  | [ 12 ] |
| 2007 | Best Music Video – Female                  | Unfaithful                                          | Nominiert | [ 12 ] |
| 2007 | Album of the Year                          | A Girl Like Me                                      | Gewonnen  | [ 12 ] |
| 2008 | People’s Choice Entertainer of the Year    | Rihanna                                             | Gewonnen  | [ 12 ] |
| 2008 | Entertainer of the Year – Female           | Rihanna                                             | Gewonnen  | [ 12 ] |
| 2008 | Pop/R&B Artiste of the Year                | Rihanna                                             | Gewonnen  | [ 12 ] |
| 2008 | Album of the Year                          | A Girl Like Me                                      | Gewonnen  | [ 12 ] |
| 2008 | Best Pop/R&B Single                        | Don’t Stop the Music                                | Gewonnen  | [ 12 ] |
| 2008 | Best Music Video – Female                  | Shut Up and Drive                                   | Gewonnen  | [ 12 ] |
| 2008 | Best Music Video – Female                  | Umbrella (feat. Jay-Z)                              | Nominiert | [ 12 ] |
| 2008 | Song of the Year                           | Umbrella (feat. Jay-Z)                              | Gewonnen  | [ 12 ] |
| 2009 | Pop / Rock / Alternative Artist            | Rihanna                                             | Gewonnen  | [ 12 ] |
| 2009 | Entertainer of the Year – Female           | Rihanna                                             | Gewonnen  | [ 12 ] |
| 2009 | Best Collaboration                         | Live Your Life                                      | Nominiert | [ 12 ] |
| 2009 | Song of the Year                           | Disturbia                                           | Nominiert | [ 12 ] |
| 2009 | Video of the Year – Female                 | Disturbia                                           | Gewonnen  | [ 12 ] |
| 2010 | Pop / Rock / Alternative Artist            | Rihanna                                             | Nominiert | [ 12 ] |
| 2010 | Entertainer of the Year – Female           | Rihanna                                             | Nominiert | [ 12 ] |
| 2010 | Entertainer of the Decade (Female)         | Rihanna                                             | Gewonnen  | [ 12 ] |
| 2010 | Song of the Decade                         | Umbrella (feat. Jay-Z)                              | Gewonnen  | [ 12 ] |
| 2011 | Female Entertainer of the Year             | Rihanna                                             | Gewonnen  | [ 12 ] |
| 2011 | Best Pop/Rock/Alternative Artist           | Rihanna                                             | Gewonnen  | [ 12 ] |
| 2011 | Best Soul/R&B/Hip Hop Single               | Hard                                                | Nominiert | [ 12 ] |
| 2011 | Best Pop/R&B Single                        | Rude Boy                                            | Gewonnen  | [ 12 ] |
| 2011 | Music Video of the Year                    | Rude Boy                                            | Gewonnen  | [ 12 ] |
| 2011 | Song of the Year                           | Rude Boy                                            | Gewonnen  | [ 12 ] |
| 2011 | Best Collaboration                         | Love the Way You Lie (feat. Eminem)                 | Gewonnen  | [ 12 ] |
| 2011 | Album of the Year                          | Rated R                                             | Gewonnen  | [ 12 ] |
| 2012 | Female Entertainer of the Year             | Rihanna                                             | Gewonnen  | [ 12 ] |
| 2012 | Best Pop/Rock/Alternative Artist           | Rihanna                                             | Gewonnen  | [ 12 ] |
| 2012 | Music Video of the Year                    | What’s My Name?                                     | Nominiert | [ 12 ] |
| 2012 | Music Video of the Year                    | Only Girl (In the World)                            | Gewonnen  | [ 12 ] |
| 2012 | Song of the Year                           | Only Girl (In the World)                            | Gewonnen  | [ 12 ] |
| 2012 | Album of the Year                          | Loud                                                | Gewonnen  | [ 12 ] |
| 2013 | Song of the Year                           | We Found Love (feat. Calvin Harris)                 | Gewonnen  | [ 12 ] |
| 2013 | Music Video of the Year                    | We Found Love (feat. Calvin Harris)                 | Gewonnen  | [ 12 ] |
| 2013 | Pop Album of the Years                     | Talk That Talk                                      | Gewonnen  | [ 12 ] |
| 2013 | Entertainer of the Year                    | Rihanna                                             | Gewonnen  | [ 12 ] |
| 2015 | Song of the Year                           | FourFiveSeconds (mit Kanye West und Paul McCartney) | Gewonnen  | [ 12 ] |
| 2015 | Female Entertainer of the Year             | Rihanna                                             | Gewonnen  | [ 12 ] |

## Belgian TMF Awards
| Jahr | Kategorie                        | für                    | Resultat  | Ref. |
| ---- | -------------------------------- | ---------------------- | --------- | ---- |
| 2007 | Best International Female Artist | Rihanna                | Nominiert |      |
| 2007 | Best International Pop           | Rihanna                | Nominiert |      |
| 2007 | Best International Urban         | Rihanna                | Nominiert |      |
| 2007 | Best International Video         | Umbrella (feat. Jay-Z) | Nominiert |      |
| 2007 | Best International Album         | Good Girl Gone Bad     | Nominiert |      |
| 2008 | Best International Female Artist | Rihanna                | Gewonnen  |      |
| 2008 | Best International Urban Artist  | Rihanna                | Nominiert |      |

## BET Awards
| Jahr | Kategorie                      | für                                           | Resultat  | Ref.   |
| ---- | ------------------------------ | --------------------------------------------- | --------- | ------ |
| 2006 | Best New Artist                | Rihanna                                       | Nominiert | [ 13 ] |
| 2008 | Best Female R&B Artist         | Rihanna                                       | Nominiert | [ 14 ] |
| 2009 | Video of the Year              | Live Your Life (mit T.I.)                     | Nominiert | [ 15 ] |
| 2009 | Best Collaboration             | Live Your Life (mit T.I.)                     | Nominiert | [ 15 ] |
| 2009 | Viewer's Choice Award          | Live Your Life (mit T.I.)                     | Gewonnen  | [ 15 ] |
| 2010 | Video of the Year              | Run This Town                                 | Nominiert | [ 16 ] |
| 2010 | Best Female R&B Artist         | Rihanna                                       | Nominiert | [ 16 ] |
| 2010 | Viewer's Choice Award          | Hard                                          | Gewonnen  | [ 16 ] |
| 2011 | Best Female R&B Artist         | Rihanna                                       | Gewonnen  | [ 17 ] |
| 2011 | Viewer's Choice Award          | What’s My Name? (feat. Drake)                 | Nominiert | [ 17 ] |
| 2011 | Best Collaboration             | What’s My Name? (feat. Drake)                 | Nominiert | [ 17 ] |
| 2011 | Best Collaboration             | All of the Lights (mit Kanye West)            | Nominiert | [ 17 ] |
| 2012 | Best Female R&B Artist         | Rihanna                                       | Nominiert | [ 18 ] |
| 2013 | Video of the Year              | Diamonds                                      | Nominiert | [ 19 ] |
| 2013 | Coca-Cola Viewers Choice Award | Diamonds                                      | Nominiert | [ 19 ] |
| 2013 | Best Female R&B Artist         | Rihanna                                       | Gewonnen  | [ 19 ] |
| 2014 | Best Female R&B Artist         | Rihanna                                       | Nominiert | [ 20 ] |
| 2015 | Best Female R&B Artist         | Rihanna                                       | Nominiert | [ 21 ] |
| 2016 | Best Female R&B/Pop Artist     | Rihanna                                       | Nominiert | [ 22 ] |
| 2016 | Viewer’s Choice Award          | Work (feat. Drake)                            | Nominiert | [ 22 ] |
| 2016 | Best Collaboration             | Work (feat. Drake)                            | Gewonnen  | [ 22 ] |
| 2016 | Video of the Year              | Work (feat. Drake)                            | Nominiert | [ 22 ] |
| 2016 | Centric Award                  | Bitch Better Have My Money                    | Nominiert | [ 22 ] |
| 2017 | Best Female R&B/Pop Artist     | Rihanna                                       | Nominiert | [ 23 ] |
| 2018 | Best Female R&B/Pop Artist     | Rihanna                                       | Nominiert | [ 24 ] |
| 2018 | Video of the Year              | Wild Thoughts (mit DJ Khaled & Bryson Tiller) | Nominiert | [ 24 ] |
| 2018 | Viewer’s Choice                | Wild Thoughts (mit DJ Khaled & Bryson Tiller) | Nominiert | [ 24 ] |
| 2018 | Best Collaboration             | Wild Thoughts (mit DJ Khaled & Bryson Tiller) | Gewonnen  | [ 24 ] |
| 2018 | Best Collaboration             | Loyalty (mit Kendrick Lamar)                  | Nominiert | [ 24 ] |

### BET Hip Hop Awards
| Jahr | Kategorie                                      | für                                           | Resultat  | Ref.   |
| ---- | ---------------------------------------------- | --------------------------------------------- | --------- | ------ |
| 2009 | Track of the Year                              | Live Your Life (mit T.I.)                     | Nominiert | [ 25 ] |
| 2009 | Best Hip-Hop Collaboration                     | Live Your Life (mit T.I.)                     | Gewonnen  | [ 25 ] |
| 2009 | Best Hip-Hop Video                             | Live Your Life (mit T.I.)                     | Gewonnen  | [ 25 ] |
| 2010 | Best Hip-Hop Video                             | Run This Town (mit Jay-Z & Kanye West)        | Nominiert | [ 26 ] |
| 2011 | Best Hip-Hop Video                             | All of the Lights (mit Kanye West)            | Nominiert | [ 27 ] |
| 2011 | Best Hip-Hop Video                             | Love the Way You Lie (mit Eminem)             | Nominiert | [ 27 ] |
| 2011 | Verizon People's Champ Award (Viewers' Choice) | All of the Lights (mit Kanye West)            | Nominiert | [ 27 ] |
| 2017 | Single of the Year                             | Wild Thoughts (mit DJ Khaled & Bryson Tiller) | Nominiert | [ 28 ] |
| 2017 | Best Hip-Hop Video                             | Wild Thoughts (mit DJ Khaled & Bryson Tiller) | Nominiert | [ 28 ] |
| 2017 | Best Collabo, Duo or Group                     | Wild Thoughts (mit DJ Khaled & Bryson Tiller) | Gewonnen  | [ 28 ] |
| 2018 | Best Hip-Hop Video                             | Loyalty (mit Kendrick Lamar)                  | Nominiert | [ 29 ] |

## Billboard Music Awards

| Jahr | Kategorie                         | für                                             | Resultat  | Ref.   |
| ---- | --------------------------------- | ----------------------------------------------- | --------- | ------ |
| 2006 | Female Artist of the Year         | Rihanna                                         | Gewonnen  | [ 30 ] |
| 2006 | Pop 100 Artist of the Year        | Rihanna                                         | Gewonnen  | [ 30 ] |
| 2006 | Female Hot 100 Artist of the Year | Rihanna                                         | Gewonnen  | [ 30 ] |
| 2011 | Top Artist                        | Rihanna                                         | Nominiert | [ 31 ] |
| 2011 | Top Social Artist                 | Rihanna                                         | Nominiert | [ 31 ] |
| 2011 | Top Hot 100 Artist                | Rihanna                                         | Nominiert | [ 31 ] |
| 2011 | Top Digital Songs Artist          | Rihanna                                         | Nominiert | [ 31 ] |
| 2011 | Top Radio Songs Artist            | Rihanna                                         | Gewonnen  | [ 31 ] |
| 2011 | Top Streaming Artist              | Rihanna                                         | Nominiert | [ 31 ] |
| 2011 | Top Digital Media Artist          | Rihanna                                         | Nominiert | [ 31 ] |
| 2011 | Top Female Artist                 | Rihanna                                         | Gewonnen  | [ 31 ] |
| 2011 | Top R&B Artist                    | Rihanna                                         | Nominiert | [ 31 ] |
| 2011 | Top Dance Artist                  | Rihanna                                         | Nominiert | [ 31 ] |
| 2011 | R&B Song                          | What’s My Name? (feat. Drake)                   | Nominiert | [ 31 ] |
| 2011 | R&B Album                         | Loud                                            | Nominiert | [ 31 ] |
| 2011 | Hot 100 Song                      | Love the Way You Lie (mit Eminem)               | Nominiert | [ 31 ] |
| 2011 | Digital Song                      | Love the Way You Lie (mit Eminem)               | Nominiert | [ 31 ] |
| 2011 | Radio Song                        | Love the Way You Lie (mit Eminem)               | Nominiert | [ 31 ] |
| 2011 | Streaming Song (Audio)            | Love the Way You Lie (mit Eminem)               | Nominiert | [ 31 ] |
| 2011 | Streaming Song (Video)            | Love the Way You Lie (mit Eminem)               | Nominiert | [ 31 ] |
| 2011 | Rap Song                          | Love the Way You Lie (mit Eminem)               | Gewonnen  | [ 31 ] |
| 2012 | Top Artist                        | Rihanna                                         | Nominiert | [ 32 ] |
| 2012 | Top Female Artist                 | Rihanna                                         | Nominiert | [ 32 ] |
| 2012 | Top Hot 100 Artist                | Rihanna                                         | Nominiert | [ 32 ] |
| 2012 | Top Digital Songs Artist          | Rihanna                                         | Nominiert | [ 32 ] |
| 2012 | Top Radio Songs Artist            | Rihanna                                         | Nominiert | [ 32 ] |
| 2012 | Top Social Artist                 | Rihanna                                         | Nominiert | [ 32 ] |
| 2012 | Top Streaming Artist              | Rihanna                                         | Gewonnen  | [ 32 ] |
| 2012 | Top Digital Media Artist          | Rihanna                                         | Nominiert | [ 32 ] |
| 2012 | Top Pop Artist                    | Rihanna                                         | Nominiert | [ 32 ] |
| 2012 | Top R&B Artist                    | Rihanna                                         | Nominiert | [ 32 ] |
| 2012 | Top Dance Artist                  | Rihanna                                         | Nominiert | [ 32 ] |
| 2012 | Top R&B Album                     | Talk That Talk                                  | Nominiert | [ 32 ] |
| 2012 | Top Radio Song                    | We Found Love (feat. Calvin Harris)             | Nominiert | [ 32 ] |
| 2013 | Top Artist                        | Rihanna                                         | Nominiert | [ 33 ] |
| 2013 | Top Female Artist                 | Rihanna                                         | Nominiert | [ 33 ] |
| 2013 | Top Hot 100 Artist                | Rihanna                                         | Nominiert | [ 33 ] |
| 2013 | Top Radio Songs Artist            | Rihanna                                         | Nominiert | [ 33 ] |
| 2013 | Top Social Artist                 | Rihanna                                         | Nominiert | [ 33 ] |
| 2013 | Top Streaming Artist              | Rihanna                                         | Nominiert | [ 33 ] |
| 2013 | Top R&B Artist                    | Rihanna                                         | Gewonnen  | [ 33 ] |
| 2013 | Top R&B Album                     | Unapologetic                                    | Gewonnen  | [ 33 ] |
| 2013 | Top R&B Song                      | Diamonds                                        | Gewonnen  | [ 33 ] |
| 2013 | Top Dance Song                    | Where Have You Been                             | Nominiert | [ 33 ] |
| 2014 | Top Artist                        | Rihanna                                         | Nominiert | [ 34 ] |
| 2014 | Top Touring Artist                | Rihanna                                         | Nominiert | [ 34 ] |
| 2014 | Top R&B Artist                    | Rihanna                                         | Nominiert | [ 34 ] |
| 2014 | Top Social Artist                 | Rihanna                                         | Nominiert | [ 34 ] |
| 2014 | Top Rap Song                      | The Monster (mit Eminem)                        | Nominiert | [ 34 ] |
| 2016 | Top Female Artist                 | Rihanna                                         | Nominiert | [ 35 ] |
| 2016 | Top R&B Artist                    | Rihanna                                         | Nominiert | [ 35 ] |
| 2016 | Billboard Chart Achievement Award | Rihanna                                         | Gewonnen  | [ 35 ] |
| 2016 | Top R&B Album                     | Anti                                            | Nominiert | [ 35 ] |
| 2017 | Top Billboard 200 Album           | Anti                                            | Nominiert | [ 36 ] |
| 2017 | Top R&B Album                     | Anti                                            | Nominiert | [ 36 ] |
| 2017 | Top Artist                        | Rihanna                                         | Nominiert | [ 36 ] |
| 2017 | Top Female Artist                 | Rihanna                                         | Nominiert | [ 36 ] |
| 2017 | Top Hot 100 Artist                | Rihanna                                         | Nominiert | [ 36 ] |
| 2017 | Top Radio Songs Artist            | Rihanna                                         | Nominiert | [ 36 ] |
| 2017 | Top Streaming Songs Artist        | Rihanna                                         | Nominiert | [ 36 ] |
| 2017 | Top R&B Artist                    | Rihanna                                         | Nominiert | [ 36 ] |
| 2017 | Top R&B Tour                      | Rihanna                                         | Nominiert | [ 36 ] |
| 2017 | Top Streaming Song (Audio)        | Needed Me                                       | Nominiert | [ 36 ] |
| 2017 | Top R&B Song                      | Needed Me                                       | Nominiert | [ 36 ] |
| 2017 | Top R&B Collaboration             | Work (feat. Drake)                              | Nominiert | [ 36 ] |
| 2017 | Top Dance/Electronic Song         | This Is What You Came For (feat. Calvin Harris) | Nominiert | [ 36 ] |
| 2018 | Top R&B Female Artist             | Rihanna                                         | Nominiert | [ 37 ] |
| 2018 | Top R&B Song                      | Wild Thoughts                                   | Nominiert | [ 37 ] |

### Billboard Latin Music Awards
| Jahr | Kategorie                    | für     | Resultat  | Ref.   |
| ---- | ---------------------------- | ------- | --------- | ------ |
| 2011 | Crossover Artist of the Year | Rihanna | Nominiert | [ 38 ] |
| 2012 | Crossover Artist of the Year | Rihanna | Nominiert | [ 39 ] |
| 2013 | Crossover Artist of the Year | Rihanna | Gewonnen  | [ 40 ] |
| 2016 | Crossover Artist of the Year | Rihanna | Nominiert | [ 41 ] |

### Billboard Touring Awards
| Jahr | Kategorie    | für     | Resultat  | Ref.   |
| ---- | ------------ | ------- | --------- | ------ |
| 2011 | Breakthrough | Rihanna | Nominiert | [ 42 ] |

## BMI Awards

### BMI London Awards
| Jahr | Kategorie           | für                                    | Resultat | Ref.   |
| ---- | ------------------- | -------------------------------------- | -------- | ------ |
| 2007 | Award-winning songs | Break It Off (feat. Sean Paul)         | Gewonnen | [ 43 ] |
| 2010 | Award-winning songs | Run This Town (mit Jay-Z & Kanye West) | Gewonnen | [ 44 ] |

### BMI Pop Awards
| Jahr | Kategorie           | für                            | Resultat | Ref.   |
| ---- | ------------------- | ------------------------------ | -------- | ------ |
| 2008 | Award-winning songs | Break It Off (feat. Sean Paul) | Gewonnen | [ 45 ] |
| 2012 | Award-winning songs | Rude Boy                       | Gewonnen | [ 46 ] |
| 2018 | Award-winning songs | Love on the Brain              | Gewonnen | [ 47 ] |

### BMI R&B/Hip-Hop Awards
| Jahr | Kategorie                        | für                                                 | Resultat | Ref.   |
| ---- | -------------------------------- | --------------------------------------------------- | -------- | ------ |
| 2014 | R&B/Hip-Hop Awards Songs         | The Monster (mit Eminem)                            | Gewonnen | [ 48 ] |
| 2014 | R&B/Hip-Hop Awards Songs         | Pour It Up                                          | Gewonnen | [ 48 ] |
| 2016 | R&B/Hip-Hop Awards Songs         | Bitch Better Have My Money                          | Gewonnen | [ 49 ] |
| 2016 | R&B/Hip-Hop Awards Songs         | FourFiveSeconds (mit Kanye West und Paul McCartney) | Gewonnen | [ 49 ] |
| 2017 | Songwriter of the Year           | Rihanna                                             | Gewonnen | [ 50 ] |
| 2017 | Most Performed R&B/Hip-Hop Songs | Needed Me                                           | Gewonnen | [ 50 ] |
| 2017 | Most Performed R&B/Hip-Hop Songs | Love on the Brain                                   | Gewonnen | [ 50 ] |
| 2017 | Most Performed R&B/Hip-Hop Songs | Work (feat. Drake)                                  | Gewonnen | [ 50 ] |
| 2017 | Most Performed R&B/Hip-Hop Songs | Too Good                                            | Gewonnen | [ 50 ] |
| 2019 | Most Performed R&B/Hip-Hop Songs | Lemon                                               | Gewonnen | [ 51 ] |

### BMI Urban Awards
| Jahr | Kategorie           | für                                    | Resultat | Ref.   |
| ---- | ------------------- | -------------------------------------- | -------- | ------ |
| 2010 | Award-winning songs | Run This Town (mit Jay-Z & Kanye West) | Gewonnen | [ 52 ] |
| 2011 | Award-winning songs | Rude Boy                               | Gewonnen | [ 53 ] |

## Bravo Otto
| Jahr | Kategorie      | für     | Resultat | Ref.   |
| ---- | -------------- | ------- | -------- | ------ |
| 2009 | Super-Sängerin | Rihanna | Bronze   | [ 54 ] |
| 2010 | Super-Sängerin | Rihanna | Silber   | [ 54 ] |
| 2011 | Super-Sängerin | Rihanna | Gold     | [ 54 ] |
| 2012 | Super-Sängerin | Rihanna | Silber   | [ 54 ] |
| 2013 | Sexy Babe      | Rihanna | Bronze   | [ 54 ] |

## BRIT Awards
| Jahr | Kategorie                        | für                                             | Resultat  | Ref.   |
| ---- | -------------------------------- | ----------------------------------------------- | --------- | ------ |
| 2008 | Best International Female Artist | Rihanna                                         | Nominiert | [ 55 ] |
| 2010 | Best International Female Artist | Rihanna                                         | Nominiert | [ 55 ] |
| 2011 | Best International Female Artist | Rihanna                                         | Gewonnen  | [ 55 ] |
| 2012 | Best International Female Artist | Rihanna                                         | Gewonnen  | [ 55 ] |
| 2013 | Best International Female Artist | Rihanna                                         | Nominiert | [ 56 ] |
| 2013 | British Single of the Year       | Princess of China (mit Coldplay)                | Nominiert | [ 56 ] |
| 2017 | Best International Female Artist | Rihanna                                         | Nominiert | [ 57 ] |
| 2017 | British Single of the Year       | This Is What You Came For (feat. Calvin Harris) | Nominiert | [ 57 ] |

## BT Digital Music Awards
| Jahr | Kategorie                             | für     | Resultat  | Ref.   |
| ---- | ------------------------------------- | ------- | --------- | ------ |
| 2010 | Best Event/Nokia Present Rihanna Live | Rihanna | Gewonnen  | [ 58 ] |
| 2011 | Best International Artist             | Rihanna | Nominiert | [ 58 ] |
| 2011 | Best International Artist             | Rihanna | Nominiert | [ 59 ] |

## Canadian Radio Music Awards
| Jahr | Kategorie                             | für     | Resultat | Ref.   |
| ---- | ------------------------------------- | ------- | -------- | ------ |
| 2013 | International Solo Artist of the Year | Rihanna | Gewonnen | [ 60 ] |

## CFDA Fashion Awards
| Jahr | Kategorie          | für     | Resultat | Ref.   |
| ---- | ------------------ | ------- | -------- | ------ |
| 2014 | Fashion Icon Award | Rihanna | Gewonnen | [ 60 ] |

## Clio Awards
| Jahr | Kategorie        | für       | Resultat  | Ref.   |
| ---- | ---------------- | --------- | --------- | ------ |
| 2016 | Best Commercial  | ANTIdiaRy | Nominiert | [ 61 ] |
| 2016 | Best Partnership | ANTIdiaRy | Nominiert | [ 61 ] |

## Danish Music Awards
| Jahr | Kategorie                       | für                                 | Resultat  | Ref.   |
| ---- | ------------------------------- | ----------------------------------- | --------- | ------ |
| 2011 | International Hit of the Year   | Only Girl (In the World)            | Gewonnen  | [ 62 ] |
| 2011 | International Hit of the Year   | Love the Way You Lie (feat. Eminem) | Nominiert | [ 62 ] |
| 2012 | International Hit of the Year   | We Found Love (feat. Calvin Harris) | Nominiert | [ 63 ] |
| 2013 | International Album of the Year | Unapologetic                        | Gewonnen  | [ 64 ] |
| 2013 | International Hit of the Year   | Diamonds                            | Nominiert | [ 64 ] |
| 2014 | International Hit of the Year   | The Monster (feat. Eminem)          | Nominiert | [ 65 ] |

## ECHO Awards
| Jahr | Kategorie                             | für                    | Resultat  | Ref.   |
| ---- | ------------------------------------- | ---------------------- | --------- | ------ |
| 2008 | Hit des Jahres                        | Umbrella (feat. Jay-Z) | Nominiert | [ 66 ] |
| 2008 | Künstlerin des Jahres (international) | Rihanna                | Nominiert | [ 66 ] |
| 2011 | Künstlerin des Jahres (international) | Rihanna                | Nominiert | [ 67 ] |
| 2013 | Hit des Jahres                        | Diamonds               | Nominiert | [ 68 ] |

## Fashion Awards
| Jahr | Kategorie  | für                     | Resultat  | Ref.   |
| ---- | ---------- | ----------------------- | --------- | ------ |
| 2017 | Urban Luxe | Fenty x Puma by Rihanna | Nominiert | [ 69 ] |
| 2019 | Urban Luxe | Fenty                   | Gewonnen  | [ 69 ] |

## FiFi Awards
| Jahr | Kategorie                | für             | Resultat | Ref.   |
| ---- | ------------------------ | --------------- | -------- | ------ |
| 2014 | Best Celebrity Fragrance | Nude by Rihanna | Gewonnen | [ 70 ] |

## Footwear News Achievement Awards
| Jahr | Kategorie        | für                | Resultat | Ref.   |
| ---- | ---------------- | ------------------ | -------- | ------ |
| 2016 | Shoe of the Year | Fenty Puma Creeper | Gewonnen | [ 71 ] |

## GAFFA Awards

### GAFFA Awards (Dänemark)
| Jahr | Kategorie                               | für                                                 | Resultat  | Ref.   |
| ---- | --------------------------------------- | --------------------------------------------------- | --------- | ------ |
| 2011 | International Video of the Year         | We Found Love (feat. Calvin Harris)                 | Nominiert | [ 72 ] |
| 2015 | International Hit of the Year           | FourFiveSeconds (mit Kanye West und Paul McCartney) | Nominiert | [ 73 ] |
| 2016 | International Female Artist of the Year | Rihanna                                             | Nominiert | [ 74 ] |
| 2018 | International Hit of the Year           | Wild Thoughts (mit DJ Khaled & Bryson Tiller)       | Nominiert | [ 75 ] |

### GAFFA Awards (Schweden)
| Jahr | Kategorie                     | für                                 | Resultat | Ref. |
| ---- | ----------------------------- | ----------------------------------- | -------- | ---- |
| 2010 | International Hit of the Year | Love the Way You Lie (feat. Eminem) | Gewonnen |      |
| 2015 | International Hit of the Year | Bitch Better Have My Money          | Gewonnen |      |

## Gaygalan Awards
| Jahr | Kategorie                      | für                                           | Resultat  | Ref.   |
| ---- | ------------------------------ | --------------------------------------------- | --------- | ------ |
| 2018 | International Song of the Year | Wild Thoughts (mit DJ Khaled & Bryson Tiller) | Nominiert | [ 76 ] |

## Glamour Magazine Women of the Year Awards
| Jahr | Kategorie         | für     | Resultat | Ref.   |
| ---- | ----------------- | ------- | -------- | ------ |
| 2009 | Woman of the Year | Rihanna | Gewonnen | [ 77 ] |

## Golden Globe Awards
| Jahr | Kategorie       | für        | Resultat  | Ref. |
| ---- | --------------- | ---------- | --------- | ---- |
| 2023 | Bester Filmsong | Lift Me Up | Nominiert |      |

## Goldene Himbeere
| Jahr | Kategorie                      | für        | Resultat  | Ref.   |
| ---- | ------------------------------ | ---------- | --------- | ------ |
| 2013 | Schlechteste Nebendarstellerin | Battleship | Gewonnen  | [ 78 ] |
| 2013 | Schlechtestes Ensemble         | Battleship | Nominiert | [ 78 ] |

## Grammy Awards
| Jahr | Kategorie                              | für                                 | Resultat  | Ref. |
| ---- | -------------------------------------- | ----------------------------------- | --------- | ---- |
| 2008 | Record of the Year                     | Umbrella (feat. Jay-Z)              | Nominiert |      |
| 2008 | Best Rap/Sung Collaboration            | Umbrella (feat. Jay-Z)              | Gewonnen  |      |
| 2008 | Best Dance Recording                   | Don’t Stop the Music                | Nominiert |      |
| 2008 | Best R&B Performance by a Duo or Group | Hate That I Love You                | Nominiert |      |
| 2009 | Best Pop Collaboration with Vocals     | If I Never See Your Face Again      | Nominiert |      |
| 2009 | Best Dance Recording                   | Disturbia                           | Nominiert |      |
| 2009 | Best Long Form Music Video             | Good Girl Gone Bad Live             | Nominiert |      |
| 2010 | Best Rap/Sung Collaboration            | Run This Town                       | Gewonnen  |      |
| 2010 | Best Rap Song                          | Run This Town                       | Gewonnen  |      |
| 2011 | Record of the Year                     | Love the Way You Lie (feat. Eminem) | Nominiert |      |
| 2011 | Best Rap/Sung Collaboration            | Love the Way You Lie (feat. Eminem) | Nominiert |      |
| 2011 | Best Short Form Music Video            | Love the Way You Lie (feat. Eminem) | Nominiert |      |
| 2011 | Best Dance Recording                   | Only Girl (In the World)            | Gewonnen  |      |
| 2012 | Album of the Year                      | Loud                                | Nominiert |      |
| 2012 | Best Pop Vocal Album                   | Loud                                | Nominiert |      |
| 2012 | Best Rap/Sung Collaboration            | What’s My Name?                     | Nominiert |      |
| 2012 | Best Rap/Sung Collaboration            | All of the Lights                   | Gewonnen  |      |
| 2013 | Best Pop Solo Performance              | Where Have You Been                 | Nominiert |      |
| 2013 | Best Rap/Sung Collaboration            | Talk That Talk                      | Nominiert |      |
| 2013 | Best Short Form Music Video            | We Found Love (feat. Calvin Harris) | Gewonnen  |      |
| 2014 | Best Urban Contemporary Album          | Unapologetic                        | Gewonnen  |      |
| 2014 | Best Pop Duo or Group Performance      | Stay (feat. Mikky Ekko)             | Nominiert |      |
| 2015 | Best Rap/Sung Collaboration            | The Monster (mit Eminem)            | Gewonnen  |      |
| 2017 | Record of the Year                     | Work (feat. Drake)                  | Nominiert |      |
| 2017 | Best Pop Duo or Group Performance      | Work (feat. Drake)                  | Nominiert |      |
| 2017 | Best R&B Performance                   | Needed Me                           | Nominiert |      |
| 2017 | Best R&B Song                          | Kiss It Better                      | Nominiert |      |
| 2017 | Best Rap/Sung Performance              | Famous (mit Kanye West)             | Nominiert |      |
| 2017 | Best Urban Contemporary Album          | ANTI                                | Nominiert |      |
| 2017 | Best Recording Package                 | ANTI                                | Nominiert |      |
| 2018 | Best Rap/Sung Collaboration            | Loyalty (mit Kendrick Lamar)        | Gewonnen  |      |

Anmerkung: Gelegentlich wird für 2012 der Song „All of the Lights“ erneut aufgeführt als nominiert für den Song of the Year und nominiert und gewonnen für Best Rap Song. Bei diesen Preisen werden jedoch nur die Songwriter (Jeff Bhasker, Stacy „Fergie“ Ferguson, Malik Jones, Terius „The Dream“ Nash, Warren Trotter und Kanye West) ausgezeichnet, jedoch nicht die Interpreten (Stacy „Fergie“ Ferguson, Kid Cudi, Rihanna, und Kanye West). Diese erhalten die genannten Awards nicht, weil sie nicht auch unter den Autoren sind. Daher sind diese beiden Nominierungen hier nicht aufgeführt.

## Guinness World Records
| Jahr | Weltrekord                                                                            | Rekordhalter | Status   | Ref.   |
| ---- | ------------------------------------------------------------------------------------- | ------------ | -------- | ------ |
| 2010 | Künstlerin mit den meisten Nummer-eins-Hits in einem Jahr in den USA                  | Rihanna      | Gewonnen | [ 82 ] |
| 2010 | Meiste digitalen Nummer-Eins-Singles in den USA                                       | Rihanna      | Gewonnen | [ 83 ] |
| 2011 | Die meisten Nummer-eins-Hits im Vereinigten Königreich in aufeinanderfolgenden Jahren | Rihanna      | Gewonnen | [ 84 ] |
| 2012 | The Best Selling Digital Artist (U.S.)                                                | Rihanna      | Gewonnen | [ 85 ] |
| 2013 | Die meisten aufeinanderfolgenden Wochen in den britischen Charts (mehrere Singles)    | Rihanna      | Gewonnen | [ 86 ] |
| 2014 | Die am meisten „gelikte“ Person auf Facebook                                          | Rihanna      | Gewonnen | [ 87 ] |

## Harvard Foundation for Interracial and Cultural Relations
| Jahr | Kategorie                | für     | Resultat | Ref.   |
| ---- | ------------------------ | ------- | -------- | ------ |
| 2017 | Humanitarian of the Year | Rihanna | Gewonnen | [ 88 ] |

## The Headies
| Jahr | Kategorie                    | für   | Resultat  | Ref.   |
| ---- | ---------------------------- | ----- | --------- | ------ |
| 2013 | Best Reggae/Dancehall Single | Orezi | Nominiert | [ 89 ] |

## Hollywood Music in Media Awards
| Jahr | Kategorie                      | für                 | Resultat  | Ref.   |
| ---- | ------------------------------ | ------------------- | --------- | ------ |
| 2015 | Best Song – Animated Film      | Dancing in the Dark | Gewonnen  | [ 90 ] |
| 2016 | Best Song – SciFi/Fantasy Film | Sledgehammer        | Nominiert | [ 91 ] |

## IFPI Hong Kong Top Sales Music Award
| Jahr | Kategorie                        | für            | Resultat | Ref.   |
| ---- | -------------------------------- | -------------- | -------- | ------ |
| 2006 | Ten Best Sales Releases, Foreign | A Girl Like Me | Gewonnen | [ 88 ] |

## iHeartRadio Music Awards
| Jahr | Kategorie                    | für                                           | Resultat  | Ref.   |
| ---- | ---------------------------- | --------------------------------------------- | --------- | ------ |
| 2014 | Artist of the Year           | Rihanna                                       | Gewonnen  | [ 92 ] |
| 2014 | Instagram Award              | Rihanna                                       | Nominiert | [ 92 ] |
| 2014 | Best Fan Army                | Rihanna                                       | Gewonnen  | [ 92 ] |
| 2014 | Song of the Year             | Stay (feat. Mikky Ekko)                       | Nominiert | [ 92 ] |
| 2014 | Song of the Year             | The Monster (mit Eminem)                      | Nominiert | [ 92 ] |
| 2014 | Best Collaboration           | Stay (feat. Mikky Ekko)                       | Nominiert | [ 92 ] |
| 2014 | Best Collaboration           | The Monster (mit Eminem)                      | Nominiert | [ 92 ] |
| 2014 | Hip Hop/R&B Song of the Year | Pour It Up                                    | Gewonnen  | [ 92 ] |
| 2016 | R&B Song of the Year         | Bitch Better Have My Money                    | Nominiert | [ 93 ] |
| 2017 | Female Artist of the Year    | Rihanna                                       | Nominiert | [ 94 ] |
| 2017 | R&B Artist of the Year       | Rihanna                                       | Nominiert | [ 94 ] |
| 2017 | Best Fan Army                | Rihanna                                       | Nominiert | [ 94 ] |
| 2017 | Best Lyrics                  | Too Good (mit Drake)                          | Nominiert | [ 94 ] |
| 2017 | R&B Album of the Year        | Anti                                          | Gewonnen  | [ 94 ] |
| 2017 | R&B Song of the Year         | Work (mit Drake)                              | Nominiert | [ 94 ] |
| 2017 | R&B Song of the Year         | Needed Me                                     | Gewonnen  | [ 94 ] |
| 2017 | Best Collaboration           | Work (mit Drake)                              | Gewonnen  | [ 94 ] |
| 2017 | Best Music Video             | Work (mit Drake)                              | Nominiert | [ 94 ] |
| 2017 | Best Music Video             | This Is What You Came For (mit Calvin Harris) | Nominiert | [ 94 ] |
| 2017 | Collaboration of the Year    | This Is What You Came For (mit Calvin Harris) | Nominiert | [ 94 ] |
| 2018 | Collaboration of the Year    | Wild Thoughts (mit DJ Khaled & Bryson Tiller) | Nominiert | [ 95 ] |
| 2018 | Song of the Year             | Wild Thoughts (mit DJ Khaled & Bryson Tiller) | Nominiert | [ 95 ] |
| 2018 | Hip-Hop Song of the Year     | Wild Thoughts (mit DJ Khaled & Bryson Tiller) | Gewonnen  | [ 95 ] |
| 2018 | Female Artist of the Year    | Rihanna                                       | Nominiert | [ 95 ] |
| 2018 | R&B Artist of the Year       | Rihanna                                       | Nominiert | [ 95 ] |

## Japan Gold Disc Awards
| Jahr | Kategorie                     | für     | Resultat | Ref.   |
| ---- | ----------------------------- | ------- | -------- | ------ |
| 2006 | International Best New Artist | Rihanna | Gewonnen | [ 96 ] |

## Juno Awards
| Jahr | Kategorie                       | für                | Resultat  | Ref.   |
| ---- | ------------------------------- | ------------------ | --------- | ------ |
| 2008 | International Album of the Year | Good Girl Gone Bad | Gewonnen  | [ 97 ] |
| 2012 | International Album of the Year | Loud               | Nominiert | [ 98 ] |
| 2017 | International Album of the Year | Anti               | Nominiert | [ 99 ] |

## La Chanson de l'année
| Jahr | Kategorie        | für      | Resultat  | Ref.    |
| ---- | ---------------- | -------- | --------- | ------- |
| 2012 | Song of the Year | Diamonds | Nominiert | [ 100 ] |

## Latin American Music Awards
| Jahr | Kategorie           | für                                           | Resultat | Ref.    |
| ---- | ------------------- | --------------------------------------------- | -------- | ------- |
| 2016 | Favorite Dance Song | This Is What You Came For (mit Calvin Harris) | Gewonnen | [ 101 ] |

## Los Premios 40 Principales
| Jahr | Kategorie                 | für                  | Resultat  | Ref.    |
| ---- | ------------------------- | -------------------- | --------- | ------- |
| 2007 | Best International Song   | Umbrella (mit Jay-Z) | Gewonnen  | [ 102 ] |
| 2010 | Best International Artist | Rihanna              | Nominiert | [ 103 ] |
| 2011 | Best International Artist | Rihanna              | Nominiert | [ 104 ] |
| 2011 | Best International Song   | S&M                  | Nominiert | [ 104 ] |
| 2012 | Best International Album  | Talk That Talk       | Nominiert | [ 105 ] |
| 2013 | Best International Artist | Rihanna              | Nominiert | [ 106 ] |
| 2013 | Best International Album  | Unapologetic         | Nominiert | [ 106 ] |

## Meteor Ireland Music Awards
| Jahr | Kategorie                 | für     | Resultat  | Ref.    |
| ---- | ------------------------- | ------- | --------- | ------- |
| 2008 | Best International Female | Rihanna | Nominiert |         |
| 2012 | Best International Female | Rihanna | Nominiert | [ 107 ] |

## MOBO Awards
| Jahr | Kategorie              | für                  | Resultat  | Ref.    |
| ---- | ---------------------- | -------------------- | --------- | ------- |
| 2006 | Best R&B Artist        | Rihanna              | Gewonnen  | [ 108 ] |
| 2007 | Best International Act | Rihanna              | Gewonnen  | [ 109 ] |
| 2007 | Best Video             | Umbrella (mit Jay-Z) | Nominiert | [ 109 ] |
| 2008 | Best International Act | Rihanna              | Nominiert | [ 110 ] |
| 2010 | Best International Act | Rihanna              | Nominiert | [ 111 ] |
| 2011 | Best International Act | Rihanna              | Gewonnen  | [ 112 ] |
| 2012 | Best International Act | Rihanna              | Nominiert | [ 113 ] |

## MP3 Music Awards
| Jahr | Kategorie     | für                                | Resultat  | Ref.    |
| ---- | ------------- | ---------------------------------- | --------- | ------- |
| 2010 | The BFV Award | Russian Roulette                   | Nominiert | [ 114 ] |
| 2011 | The HRR Award | All of the Lights (mit Kanye West) | Gewonnen  | [ 115 ] |
| 2011 | The BFV Award | Cheers (Drink to That)             | Nominiert | [ 115 ] |

## MTV Awards

Von der MTV Awards gewann Rihanna insgesamt acht Trophäen. Darunter drei MTV Video Music Awards und zwei MTV Europe Music Awards.

### MTV Africa Music Awards
| Jahr | Kategorie                 | für     | Resultat  | Ref.    |
| ---- | ------------------------- | ------- | --------- | ------- |
| 2008 | Best R&B Artist           | Rihanna | Nominiert | [ 116 ] |
| 2010 | Best International Artist | Rihanna | Nominiert | [ 117 ] |
| 2014 | Best International Artist | Rihanna | Nominiert | [ 118 ] |
| 2016 | Best International Artist | Rihanna | Nominiert | [ 119 ] |

### MTV Australia Awards
| Jahr | Kategorie            | für                       | Resultat  | Ref. |
| ---- | -------------------- | ------------------------- | --------- | ---- |
| 2006 | Best Dance Video     | Pon de Replay             | Nominiert |      |
| 2007 | Download of the Year | SOS                       | Nominiert |      |
| 2009 | Best Collaboration   | Live Your Life (mit T.I.) | Gewonnen  |      |

### MTV Europe Music Awards
| Jahr | Kategorie               | für                                           | Resultat  | Ref.    |
| ---- | ----------------------- | --------------------------------------------- | --------- | ------- |
| 2005 | Best New Act            | Rihanna                                       | Nominiert |         |
| 2006 | Best R&B Artist         | Rihanna                                       | Gewonnen  |         |
| 2006 | Best Song               | SOS                                           | Nominiert |         |
| 2007 | Ultimate Urban          | Rihanna                                       | Gewonnen  | [ 120 ] |
| 2007 | Solo Artist of the Year | Rihanna                                       | Nominiert | [ 120 ] |
| 2007 | Most Addictive Song     | Umbrella (mit Jay-Z)                          | Nominiert | [ 120 ] |
| 2008 | Act of 2008             | Rihanna                                       | Nominiert | [ 121 ] |
| 2010 | Song of the Year        | Rude Boy                                      | Nominiert | [ 122 ] |
| 2010 | Song of the Year        | Love the Way You Lie (feat. Eminem)           | Nominiert | [ 122 ] |
| 2010 | Video of the Year       | Love the Way You Lie (feat. Eminem)           | Nominiert | [ 122 ] |
| 2010 | Best Female             | Rihanna                                       | Nominiert | [ 122 ] |
| 2010 | Best Pop                | Rihanna                                       | Nominiert | [ 122 ] |
| 2011 | Best Pop                | Rihanna                                       | Nominiert | [ 123 ] |
| 2012 | Best Video              | We Found Love (feat. Calvin Harris)           | Nominiert | [ 124 ] |
| 2012 | Best Song               | We Found Love (feat. Calvin Harris)           | Nominiert | [ 124 ] |
| 2012 | Best Female             |                                               | Nominiert | [ 124 ] |
| 2012 | Best Pop                | Nominiert                                     |           | [ 124 ] |
| 2012 | Best Look               | Nominiert                                     |           | [ 124 ] |
| 2012 | Biggest Fans            | Nominiert                                     |           | [ 124 ] |
| 2012 | Worldwide Act           | Nominiert                                     |           | [ 124 ] |
| 2012 | Best North American Act | Gewonnen                                      |           | [ 124 ] |
| 2013 | Best Song               | Diamonds                                      | Nominiert | [ 125 ] |
| 2013 | Best Look               | Rihanna                                       | Nominiert | [ 125 ] |
| 2014 | Best Song               | The Monster (mit Eminem)                      | Nominiert | [ 126 ] |
| 2015 | Best Female             | Rihanna                                       | Gewonnen  | [ 127 ] |
| 2016 | Best Song               | Work                                          | Nominiert | [ 128 ] |
| 2016 | Best Female             | Rihanna                                       | Nominiert | [ 128 ] |
| 2016 | Best Pop                | Rihanna                                       | Nominiert | [ 128 ] |
| 2016 | Best Look               | Rihanna                                       | Nominiert | [ 128 ] |
| 2017 | Best Song               | Wild Thoughts (mit DJ Khaled & Bryson Tiller) | Nominiert | [ 129 ] |

### MTV Italian Music Awards
| Jahr | Kategorie                   | für                                        | Resultat  | Ref. |
| ---- | --------------------------- | ------------------------------------------ | --------- | ---- |
| 2007 | First Lady                  | Rihanna                                    | Nominiert |      |
| 2007 | Best Number One of the Year | Umbrella (feat. Jay-Z)                     | Nominiert |      |
| 2011 | Hot&Sexy Awards             | Rihanna                                    | Nominiert |      |
| 2011 | Too Much Awards             | Rihanna                                    | Nominiert |      |
| 2011 | Wonder Woman                | Rihanna                                    | Nominiert |      |
| 2012 | Wonder Woman                | Rihanna                                    | Nominiert |      |
| 2013 | Wonder Woman                | Rihanna                                    | Nominiert |      |
| 2013 | Instavip                    | Rihanna                                    | Nominiert |      |
| 2014 | Best Look                   | Rihanna                                    | Nominiert |      |
| 2014 | Artist Saga                 | Rihanna                                    | Nominiert |      |
| 2014 | Best Video                  | Can't Remember to Forget You (mit Shakira) | Nominiert |      |
| 2015 | Best Look                   | Rihanna                                    | Gewonnen  |      |
| 2015 | Artist Saga                 | Rihanna                                    | Nominiert |      |
| 2015 | #MTVAwardsStar              | Rihanna                                    | Nominiert |      |
| 2016 | Best International Female   | Rihanna                                    | Nominiert |      |
| 2016 | Artist Saga                 | Rihanna                                    | Nominiert |      |
| 2016 | #MTVAwardsStar              | Rihanna                                    | Nominiert |      |
| 2017 | Best Look and Smile         | Rihanna                                    | Gewonnen  |      |
| 2017 | Artist Saga                 | Rihanna                                    | Nominiert |      |
| 2017 | #MTVAwardsStar              | Rihanna                                    | Nominiert |      |

### MTV Movie Awards
| Jahr | Kategorie  | für                            | Resultat | Ref.    |
| ---- | ---------- | ------------------------------ | -------- | ------- |
| 2014 | Best Cameo | Rihanna (in: Das ist das Ende) | Gewonnen | [ 130 ] |

### MTV Video Music Awards
| Jahr | Kategorie                            | für                                           | Resultat  | Ref.    |
| ---- | ------------------------------------ | --------------------------------------------- | --------- | ------- |
| 2006 | Viewer's Choice                      | SOS                                           | Nominiert |         |
| 2006 | Best New Artist in a Video           | SOS                                           | Nominiert |         |
| 2007 | Monster Single of the Year           | Umbrella (feat. Jay-Z)                        | Gewonnen  |         |
| 2007 | Video of the Year                    | Umbrella (feat. Jay-Z)                        | Gewonnen  |         |
| 2007 | Best Director                        | Umbrella (feat. Jay-Z)                        | Nominiert |         |
| 2007 | Female Artist of the Year            | Rihanna                                       | Nominiert |         |
| 2008 | Best Female Video                    | Take a Bow                                    | Nominiert |         |
| 2009 | Best Male Video                      | Live Your Life                                | Gewonnen  |         |
| 2010 | Best Editing in a Video              | Rude Boy                                      | Nominiert |         |
| 2011 | Best Hip-Hop Video                   | All of the Lights                             | Nominiert | [ 131 ] |
| 2011 | Best Male Video                      | All of the Lights                             | Nominiert | [ 131 ] |
| 2011 | Best Male Video                      | Love the Way You Lie (feat. Eminem)           | Nominiert | [ 131 ] |
| 2011 | Best Cinematography                  | Love the Way You Lie (feat. Eminem)           | Nominiert | [ 131 ] |
| 2011 | Best Direction                       | Love the Way You Lie (feat. Eminem)           | Nominiert | [ 131 ] |
| 2011 | Best Collaboration                   | Love the Way You Lie (feat. Eminem)           | Nominiert | [ 131 ] |
| 2011 | Best Collaboration                   | All of the Lights                             | Nominiert | [ 131 ] |
| 2012 | Video of the Year                    | We Found Love (feat. Calvin Harris)           | Gewonnen  | [ 132 ] |
| 2012 | Best Pop Video                       | We Found Love (feat. Calvin Harris)           | Nominiert | [ 132 ] |
| 2012 | Best Female Video                    | We Found Love (feat. Calvin Harris)           | Nominiert | [ 132 ] |
| 2012 | Best Editing                         | Princess of China (mit Coldplay)              | Nominiert | [ 132 ] |
| 2012 | Best Direction                       | Princess of China (mit Coldplay)              | Nominiert | [ 132 ] |
| 2012 | Best Choreography                    | Where Have You Been                           | Nominiert | [ 132 ] |
| 2012 | Best Visual Effects                  | Where Have You Been                           | Nominiert | [ 132 ] |
| 2013 | Best Female Video                    | Stay                                          | Nominiert | [ 133 ] |
| 2015 | Best Video With A Social Message     | American Oxygen                               | Nominiert | [ 134 ] |
| 2016 | Best Female Video                    | Work (mit Drake)                              | Nominiert | [ 135 ] |
| 2016 | Best Collaboration                   | Work (mit Drake)                              | Nominiert | [ 135 ] |
| 2016 | Best Male Video                      | This Is What You Came For (mit Calvin Harris) | Gewonnen  | [ 135 ] |
| 2016 | Michael Jackson Video Vanguard Award | Ehrenpreis                                    | Gewonnen  | [ 135 ] |
| 2017 | Video of the Year                    | Wild Thoughts (mit DJ Khaled & Bryson Tiller) | Nominiert | [ 136 ] |
| 2017 | Best Collaboration                   | Wild Thoughts (mit DJ Khaled & Bryson Tiller) | Nominiert | [ 136 ] |
| 2017 | Best Art Direction                   | Wild Thoughts (mit DJ Khaled & Bryson Tiller) | Nominiert | [ 136 ] |
| 2017 | Song of the Summer                   | Wild Thoughts (mit DJ Khaled & Bryson Tiller) | Nominiert | [ 136 ] |
| 2018 | Best Collaboration                   | Lemon (mit N.E.R.D)                           | Nominiert |         |
| 2018 | Best Editing                         | Lemon (mit N.E.R.D)                           | Gewonnen  |         |

### MTV Video Music Awards Japan
| Jahr | Kategorie                       | für                                           | Resultat  | Ref.    |
| ---- | ------------------------------- | --------------------------------------------- | --------- | ------- |
| 2006 | Best New Artist                 | Rihanna                                       | Gewonnen  | [ 137 ] |
| 2007 | Best Pop Video                  | SOS                                           | Nominiert | [ 138 ] |
| 2008 | Video of the Year               | Umbrella (feat. Jay-Z)                        | Nominiert | [ 139 ] |
| 2009 | Best Hip-Hop Video              | Live Your Life                                | Nominiert | [ 140 ] |
| 2009 | Best Collaboration              | Live Your Life                                | Nominiert | [ 140 ] |
| 2010 | Best Female Video               | Russian Roulette                              | Nominiert | [ 141 ] |
| 2011 | Best Female Video               | Only Girl (In the World)                      | Nominiert | [ 142 ] |
| 2011 | Best R&B Video                  | Only Girl (In the World)                      | Gewonnen  | [ 142 ] |
| 2011 | Best Collaboration              | Love the Way You Lie (feat. Eminem)           | Gewonnen  | [ 142 ] |
| 2012 | Best Female Video               | We Found Love (feat. Calvin Harris)           | Nominiert | [ 144 ] |
| 2012 | Best Pop Video                  | We Found Love (feat. Calvin Harris)           | Nominiert | [ 144 ] |
| 2013 | Best Female Video               | Diamonds                                      | Nominiert | [ 145 ] |
| 2013 | Best R&B Video                  | Diamonds                                      | Nominiert | [ 145 ] |
| 2016 | Best Female Video International | Work (mit Drake)                              | Nominiert | [ 146 ] |
| 2016 | Album of the Year International | ANTI                                          | Nominiert | [ 146 ] |
| 2016 | Best Dance Video                | This Is What You Came For (mit Calvin Harris) | Nominiert | [ 146 ] |

### MTV Video Music Brasil
| Jahr | Kategorie                 | für     | Resultat  | Ref. |
| ---- | ------------------------- | ------- | --------- | ---- |
| 2014 | Best International Artist | Rihanna | Nominiert |      |

### MTV Platinum Video Plays Awards
| Jahr | Kategorie       | für                                    | Resultat | Ref.    |
| ---- | --------------- | -------------------------------------- | -------- | ------- |
| 2011 | Platinum        | Russian Roulette                       | Gewonnen | [ 147 ] |
| 2011 | Double Platinum | Rude Boy                               | Gewonnen | [ 147 ] |
| 2011 | Double Platinum | Love the Way You Lie (feat. Eminem)    | Gewonnen | [ 147 ] |
| 2012 | Platinum        | Who’s That Chick? (feat. David Guetta) | Gewonnen | [ 148 ] |
| 2012 | Double Platinum | What’s My Name? (feat. Drake)          | Gewonnen | [ 148 ] |
| 2013 | Platinum        | Princess of China (mit Coldplay)       | Gewonnen | [ 149 ] |
| 2013 | Double Platinum | We Found Love (feat. Calvin Harris)    | Gewonnen | [ 149 ] |
| 2013 | Double Platinum | Where Have You Been                    | Gewonnen | [ 149 ] |

### MTV O Music Awards
| Jahr | Kategorie             | für                                                   | Resultat  | Ref.    |
| ---- | --------------------- | ----------------------------------------------------- | --------- | ------- |
| 2011 | Fan Army FTW          | Rihanna Navy                                          | Nominiert | [ 150 ] |
| 2011 | Funniest Music Short  | Shy Ronnie 2: Ronnie & Clyde (with The Lonely Island) | Nominiert | [ 150 ] |
| 2011 | F**K Yeah Tumblr      | F**K Yeah Rihanna                                     | Nominiert | [ 150 ] |
| 2011 | Favorite Animated GIF | Catfight (mit Katy Perry)                             | Nominiert | [ 150 ] |

### mtvU Woodie Awards
| Jahr | Kategorie         | für                                 | Resultat | Ref.    |
| ---- | ----------------- | ----------------------------------- | -------- | ------- |
| 2012 | EDM Effect Woodie | We Found Love (feat. Calvin Harris) | Gewonnen | [ 151 ] |

### MTV Millenial Awards
| Jahr | Kategorie                                | für                                           | Resultat  | Ref.    |
| ---- | ---------------------------------------- | --------------------------------------------- | --------- | ------- |
| 2014 | Celebrity without filter on Instagrammer | Rihanna                                       | Nominiert | [ 152 ] |
| 2016 | International Hit of the Year            | Work (mit Drake)                              | Gewonnen  | [ 153 ] |
| 2017 | Collaboration of the Year                | This Is What You Came For (mit Calvin Harris) | Nominiert | [ 154 ] |
| 2018 | Global Instagrammer                      | Rihanna                                       | Nominiert | [ 155 ] |

## MuchMusic Video Awards
| Jahr | Kategorie                                     | für                                 | Resultat  | Ref.    |
| ---- | --------------------------------------------- | ----------------------------------- | --------- | ------- |
| 2006 | Best International Artist Video               | SOS                                 | Gewonnen  | [ 156 ] |
| 2006 | UR Fave International Artist/Group            | SOS                                 | Nominiert | [ 156 ] |
| 2007 | Best International Artist Video               | Umbrella (feat. Jay-Z)              | Nominiert | [ 157 ] |
| 2008 | Best International Artist Video               | Don’t Stop the Music                | Gewonnen  | [ 158 ] |
| 2008 | UR Fave International Artist/Group            | Don’t Stop the Music                | Nominiert | [ 158 ] |
| 2008 | Most Watched Video                            | Umbrella (feat. Jay-Z)              | Gewonnen  | [ 158 ] |
| 2009 | Best International Artist Video               | Live Your Life (mit T.I.)           | Nominiert |         |
| 2010 | Best International Artist Video               | Rude Boy                            | Nominiert | [ 159 ] |
| 2011 | Best International Artist Video               | Love the Way You Lie (feat. Eminem) | Nominiert | [ 160 ] |
| 2011 | Best International Artist Video               | Who’s That Chick?                   | Nominiert | [ 160 ] |
| 2011 | Best International Artist Video               | Only Girl (In the World)            | Nominiert | [ 160 ] |
| 2011 | Most Watched Video                            | Only Girl (In the World)            | Nominiert | [ 160 ] |
| 2011 | Most Watched Video                            | Love the Way You Lie (feat. Eminem) | Nominiert | [ 160 ] |
| 2011 | Favorite International Video                  | Love the Way You Lie (feat. Eminem) | Nominiert | [ 160 ] |
| 2012 | Favorite International Video                  | We Found Love (feat. Calvin Harris) | Nominiert | [ 161 ] |
| 2012 | UR Fave International Artist/Group            | We Found Love (feat. Calvin Harris) | Nominiert | [ 161 ] |
| 2012 | International Video of the Year by a Canadian | Take Care (mit Drake)               | Nominiert | [ 161 ] |
| 2013 | Favorite International Video                  | Diamonds                            | Nominiert | [ 162 ] |
| 2016 | iHeartRadio International Artist of the Year  | Work (mit Drake)                    | Nominiert | [ 163 ] |
| 2016 | Most Buzzworthy International Artist or Group | Work (mit Drake)                    | Nominiert | [ 163 ] |

## MYX Music Awards
| Jahr | Kategorie                    | für                                 | Resultat  | Ref.    |
| ---- | ---------------------------- | ----------------------------------- | --------- | ------- |
| 2011 | Favorite International Video | Love the Way You Lie (feat. Eminem) | Nominiert | [ 114 ] |
| 2011 | Favorite International Video | Right Now (feat. David Guetta)      | Nominiert | [ 115 ] |
| 2011 | Favorite R&B Video           | Diamonds                            | Gewonnen  | [ 115 ] |

## NACCP Image Awards
| Jahr | Kategorie                               | für                                    | Resultat  | Ref.    |
| ---- | --------------------------------------- | -------------------------------------- | --------- | ------- |
| 2008 | Outstanding Song                        | Umbrella (feat. Jay-Z)                 | Nominiert | [ 164 ] |
| 2009 | Outstanding Female Artist               | Rihanna                                | Nominiert | [ 165 ] |
| 2010 | Outstanding Female Artist               | Rihanna                                | Nominiert |         |
| 2010 | Outstanding Duo, Group or Collaboration | Run This Town (mit Jay-Z & Kanye West) | Nominiert |         |
| 2011 | Outstanding Female Artist               | Rihanna                                | Nominiert | [ 166 ] |
| 2011 | Outstanding Duo, Group or Collaboration | Love the Way You Lie (feat. Eminem)    | Nominiert | [ 166 ] |
| 2018 | Outstanding Duo, Group or Collaboration | Loyalty (mit Kendrick Lamar)           | Gewonnen  | [ 167 ] |
| 2020 | President's Award                       | Rihanna                                | Gewonnen  | [ 168 ] |

## Nickelodeon Kids’ Choice Awards

### Nickelodeon Kids’ Choice Awards
| Jahr | Kategorie                                     | für                  | Resultat  | Ref.    |
| ---- | --------------------------------------------- | -------------------- | --------- | ------- |
| 2009 | Favorite Female Singer                        | Rihanna              | Nominiert | [ 169 ] |
| 2009 | Favorite Song                                 | Don’t Stop the Music | Nominiert | [ 169 ] |
| 2017 | Favorite Female Singer                        | Rihanna              | Nominiert | [ 170 ] |
| 2019 | Best Movie Actress for Nine Ball in Ocean’s 8 | Rihanna              | Nominiert | [ 171 ] |

### Nickelodeon Australian Kids' Choice Awards
| Jahr | Kategorie                     | für                    | Resultat  | Ref.    |
| ---- | ----------------------------- | ---------------------- | --------- | ------- |
| 2006 | Favorite International Artist | Rihanna                | Nominiert | [ 172 ] |
| 2007 | Favorite Song                 | Umbrella (feat. Jay-Z) | Nominiert | [ 173 ] |
| 2008 | Favorite International Artist | Rihanna                | Nominiert |         |

### Nickelodeon Kids’ Choice Awards UK
| Jahr | Kategorie                 | für                    | Resultat  | Ref.    |
| ---- | ------------------------- | ---------------------- | --------- | ------- |
| 2007 | MTV Hits Best Music Video | Umbrella (feat. Jay-Z) | Nominiert | [ 174 ] |

## NME Awards
| Jahr | Kategorie     | für     | Resultat  | Ref.    |
| ---- | ------------- | ------- | --------- | ------- |
| 2008 | Sexiest Woman | Rihanna | Nominiert | [ 175 ] |

## NRJ Music Awards
| Jahr          | Kategorie                            | für                                 | Resultat  | Ref.    |
| ------------- | ------------------------------------ | ----------------------------------- | --------- | ------- |
| 2007          | Best International Song              | Unfaithful                          | Gewonnen  | [ 176 ] |
| 2007          | New International Artist of The Year | Rihanna                             | Nominiert | [ 176 ] |
| 2008          | Best International Song              | Don’t Stop the Music                | Gewonnen  | [ 177 ] |
| 2008          | Best International Artist            | Rihanna                             | Nominiert | [ 177 ] |
| 2009          | Best International Song              | Disturbia                           | Gewonnen  | [ 178 ] |
| 2009          | Best International Female            | Rihanna                             | Nominiert | [ 178 ] |
| 2010          | Best International Female            | Rihanna                             | Gewonnen  | [ 179 ] |
| 2011          | Best International Song              | Love the Way You Lie (feat. Eminem) | Nominiert | [ 180 ] |
| 2011          | Video of the Year                    | Love the Way You Lie (feat. Eminem) | Nominiert | [ 180 ] |
| 2011          | Best International Female            | Rihanna                             | Nominiert | [ 180 ] |
| 2011          | Best International Duo               | Rihanna & Eminem                    | Nominiert | [ 180 ] |
| 2012          | Best International Song              | We Found Love (feat. Calvin Harris) | Nominiert | [ 181 ] |
| 2012          | Best International Female            | Rihanna                             | Gewonnen  |         |
| 2013          | Best International Female            | Rihanna                             | Gewonnen  | [ 182 ] |
| 2013          | Best International Song              | Diamonds                            | Nominiert | [ 182 ] |
| 2013          | Video of the Year                    | Where Have You Been                 | Nominiert | [ 182 ] |
| 2013 (2. Ed.) | Best International Female            | Rihanna                             | Nominiert | [ 183 ] |
| 2015          | Best International Female            | Rihanna                             | Nominiert | [ 184 ] |
| 2016          | Best International Female            | Rihanna                             | Nominiert | [ 185 ] |
| 2016          | Best International Duo               | Rihanna & Calvin Harris             | Nominiert | [ 185 ] |
| 2016          | Video of the Year                    | Work (mit Drake)                    | Nominiert | [ 185 ] |

## Oscarverleihung
| Jahr | Kategorie       | für        | Resultat  | Ref. |
| ---- | --------------- | ---------- | --------- | ---- |
| 2023 | Bester Filmsong | Lift Me Up | Nominiert |      |

## People’s Choice Award
| Jahr | Kategorie                     | für                                    | Resultat  | Ref.    |
| ---- | ----------------------------- | -------------------------------------- | --------- | ------- |
| 2007 | Favorite RnB Song             | Shut Up and Drive                      | Gewonnen  | [ 186 ] |
| 2008 | Favorite Female Singer        | Rihanna                                | Nominiert | [ 187 ] |
| 2008 | Favorite Pop Song             | Disturbia                              | Nominiert | [ 187 ] |
| 2008 | Favorite RnB Song             | Take a Bow                             | Nominiert | [ 187 ] |
| 2009 | Favorite Music Collaboration  | Run This Town (mit Kanye West & Jay-Z) | Gewonnen  | [ 188 ] |
| 2009 | Favorite Music Collaboration  | Live Your Life (mit T.I.)              | Nominiert | [ 188 ] |
| 2011 | Favorite Pop Artist           | Rihanna                                | Gewonnen  | [ 189 ] |
| 2011 | Favorite Music Video          | Love the Way You Lie (feat. Eminem)    | Gewonnen  | [ 189 ] |
| 2011 | Favorite Song                 | Love the Way You Lie (feat. Eminem)    | Gewonnen  | [ 189 ] |
| 2012 | Favorite RnB Artist           | Rihanna                                | Gewonnen  | [ 190 ] |
| 2012 | Favorite Pop Artist           | Rihanna                                | Nominiert | [ 190 ] |
| 2013 | Favorite R&B Artist           | Rihanna                                | Gewonnen  | [ 191 ] |
| 2014 | Favorite R&B Artist           | Rihanna                                | Nominiert | [ 192 ] |
| 2015 | Favorite Animated Movie Voice | Rihanna                                | Nominiert | [ 193 ] |
| 2017 | Favorite Female Singer        | Rihanna                                | Nominiert | [ 194 ] |
| 2017 | Favorite R&B Artist           | Rihanna                                | Gewonnen  | [ 194 ] |
| 2017 | Favorite Song                 | Work (mit Drake)                       | Nominiert | [ 194 ] |
| 2017 | Favorite Album                | Anti                                   | Nominiert | [ 194 ] |
| 2019 | The Style Star of 2009        | Rihanna                                | Nominiert | [ 195 ] |
| 2020 | The Style Star of 2020        | Rihanna                                | Nominiert | [ 196 ] |

## Premios Oye!
| Jahr | Kategorie                | für      | Resultat | Ref.    |
| ---- | ------------------------ | -------- | -------- | ------- |
| 2013 | English Song of the Year | Diamonds | Gewonnen | [ 197 ] |

## Radio Disney Music Awards
| Jahr | Kategorie                | für                | Resultat  | Ref.    |
| ---- | ------------------------ | ------------------ | --------- | ------- |
| 2006 | Best Female Singer       | Rihanna            | Nominiert | [ 198 ] |
| 2006 | Best Song                | S.O.S.             | Nominiert | [ 198 ] |
| 2017 | Best Song to Lip Sync to | Work (feat. Drake) | Gewonnen  | [ 199 ] |

## Soul Train Awards
| Jahr | Kategorie                                 | für                                           | Resultat  | Ref.    |
| ---- | ----------------------------------------- | --------------------------------------------- | --------- | ------- |
| 2010 | Best Dance Recording                      | Rude Boy                                      | Nominiert | [ 200 ] |
| 2010 | Best Hip-Hop Song of the Year             | Love the Way You Lie (feat. Eminem)           | Gewonnen  | [ 200 ] |
| 2011 | Best Caribbean Performance                | Man Down                                      | Gewonnen  | [ 201 ] |
| 2011 | Best Hip-Hop Song                         | All of the Lights                             | Nominiert | [ 201 ] |
| 2011 | Best Dance Performance                    | Only Girl (In the World)/What’s My Name?      | Nominiert | [ 201 ] |
| 2012 | Best Dance Performance                    | Where Have You Been                           | Nominiert | [ 202 ] |
| 2016 | Best R&B/Soul Female Artist               | Rihanna                                       | Nominiert | [ 203 ] |
| 2016 | Best Collaboration                        | Work (feat. Drake)                            | Nominiert | [ 203 ] |
| 2016 | Best Dance Performance                    | Work (feat. Drake)                            | Nominiert | [ 203 ] |
| 2016 | Song of the Year                          | Work (feat. Drake)                            | Nominiert | [ 203 ] |
| 2016 | Video of the Year                         | Work (feat. Drake)                            | Nominiert | [ 203 ] |
| 2016 | The Ashford & Simpson's Songwriting Award | Needed Me                                     | Nominiert | [ 203 ] |
| 2016 | Album/Mixtape of the Year                 | Anti                                          | Nominiert | [ 203 ] |
| 2017 | Video of the Year                         | Wild Thoughts (mit DJ Khaled & Bryson Tiller) | Nominiert | [ 204 ] |
| 2017 | Best Hip-Hop Song of the Year             | Wild Thoughts (mit DJ Khaled & Bryson Tiller) | Nominiert | [ 204 ] |
| 2017 | Song of the Year                          | Wild Thoughts (mit DJ Khaled & Bryson Tiller) | Nominiert | [ 204 ] |
| 2017 | Best Dance Performance                    | Wild Thoughts (mit DJ Khaled & Bryson Tiller) | Nominiert | [ 204 ] |
| 2017 | Best Collaboration                        | Wild Thoughts (mit DJ Khaled & Bryson Tiller) | Gewonnen  | [ 204 ] |

## Swiss Music Awards
| Jahr | Kategorie          | für                    | Resultat | Ref.    |
| ---- | ------------------ | ---------------------- | -------- | ------- |
| 2008 | International Song | Umbrella (feat. Jay-Z) | Gewonnen | [ 205 ] |

## Teen Choice Awards
| Jahr | Kategorie                                      | für                                                 | Resultat  | Ref.    |
| ---- | ---------------------------------------------- | --------------------------------------------------- | --------- | ------- |
| 2005 | Choice: Summer Song                            | Pon de Replay                                       | Nominiert | [ 206 ] |
| 2006 | Female Breakout Artist                         | Rihanna                                             | Gewonnen  | [ 207 ] |
| 2006 | Choice R&B Artist                              | Rihanna                                             | Gewonnen  | [ 207 ] |
| 2006 | Choice Miscellanous: Female Hottie             | Rihanna                                             | Nominiert | [ 207 ] |
| 2006 | Choice: Female Artist                          | Rihanna                                             | Nominiert | [ 207 ] |
| 2006 | Choice: V Cast Artist                          | Rihanna                                             | Nominiert | [ 207 ] |
| 2006 | Choice: Music Single                           | SOS                                                 | Nominiert | [ 207 ] |
| 2006 | Choice: Summer Song                            | Unfaithful                                          | Nominiert | [ 207 ] |
| 2007 | Choice Music: R&B Artist                       | Rihanna                                             | Gewonnen  | [ 208 ] |
| 2007 | Choice Female Hottie                           | Rihanna                                             | Nominiert | [ 208 ] |
| 2007 | Choice Music: Female Artist                    | Rihanna                                             | Nominiert | [ 208 ] |
| 2007 | Choice Summer Artist                           | Rihanna                                             | Nominiert | [ 208 ] |
| 2007 | Choice Music: Single                           | Umbrella (feat. Jay-Z)                              | Nominiert | [ 208 ] |
| 2007 | Choice Summer Song                             | Shut Up and Drive                                   | Nominiert | [ 208 ] |
| 2008 | Choice Music: R&B Artist                       | Rihanna                                             | Nominiert | [ 209 ] |
| 2008 | Choice Female Hottie                           | Rihanna                                             | Nominiert | [ 209 ] |
| 2008 | Choice Music: Female Artist                    | Rihanna                                             | Nominiert | [ 209 ] |
| 2008 | Choice Music: Single                           | Don’t Stop the Music                                | Nominiert | [ 209 ] |
| 2009 | Choice Music: Hook Up                          | Live Your Life (mit T.I.)                           | Nominiert | [ 210 ] |
| 2010 | Choice Music: R&B Artist                       | Rihanna                                             | Nominiert | [ 211 ] |
| 2010 | Choice Album R&B                               | Rated R                                             | Nominiert | [ 211 ] |
| 2010 | Choice Music: Rap/Hip-Hop Track                | Love the Way You Lie (feat. Eminem)                 | Gewonnen  | [ 211 ] |
| 2010 | Choice Music: Single                           | Rude Boy                                            | Nominiert | [ 211 ] |
| 2010 | Summer Music Star – Female                     | Rihanna                                             | Nominiert | [ 211 ] |
| 2011 | Choice Music: Female Artist                    | Rihanna                                             | Nominiert | [ 212 ] |
| 2011 | Choice Music: Rap/Hip-Hop Track                | All of the Lights                                   | Nominiert | [ 212 ] |
| 2012 | Choice Music: Female Artist                    | Rihanna                                             | Nominiert | [ 213 ] |
| 2012 | Choice Fashion: Female Hottie                  | Rihanna                                             | Nominiert | [ 213 ] |
| 2012 | Choice Music: Summer Music Star: Female        | Rihanna                                             | Nominiert | [ 213 ] |
| 2012 | Choice Movie: Breakout Female (für Battleship) | Rihanna                                             | Nominiert | [ 213 ] |
| 2012 | Choice Music: Male Single                      | Take Care (mit Drake)                               | Nominiert | [ 213 ] |
| 2012 | Choice Music: R&B/Hip-Hop Track                | Take Care (mit Drake)                               | Nominiert | [ 213 ] |
| 2013 | Choice Music: Female Artist                    | Rihanna                                             | Nominiert | [ 214 ] |
| 2013 | Choice Music: Summer Music Star Female         | Rihanna                                             | Nominiert | [ 214 ] |
| 2013 | Choice Other: Twitter Personality              | Rihanna                                             | Nominiert | [ 214 ] |
| 2013 | Choice Music: Break-Up Song                    | Stay                                                | Nominiert | [ 214 ] |
| 2013 | Choice Music: R&B/Hip-Hop Song                 | Diamonds                                            | Nominiert | [ 214 ] |
| 2014 | Choice Fashion: Female Hottie                  | Rihanna                                             | Nominiert | [ 215 ] |
| 2014 | Choice Web: Social Media Queen                 | Rihanna                                             | Nominiert | [ 215 ] |
| 2014 | Choice Web: Instagrammer                       | Rihanna                                             | Nominiert | [ 215 ] |
| 2015 | Choice Music: Female Artist                    | Rihanna                                             | Nominiert | [ 216 ] |
| 2015 | Choice Fashion: Female Hottie                  | Rihanna                                             | Nominiert | [ 216 ] |
| 2015 | Choice Music: Summer Star: Female              | Rihanna                                             | Nominiert | [ 216 ] |
| 2015 | Choice Other: Selfie Taker                     | Rihanna                                             | Nominiert | [ 216 ] |
| 2015 | Choice Music: R&B/Hip-Hop Song                 | Bitch Better Have My Money                          | Nominiert | [ 216 ] |
| 2015 | Choice Music: Party Song                       | FourFiveSeconds (mit Kanye West und Paul McCartney) | Nominiert | [ 216 ] |
| 2016 | Choice Music: Female Artist                    | Rihanna                                             | Nominiert | [ 217 ] |
| 2016 | Choice Summer Music Star: Female               | Rihanna                                             | Nominiert | [ 217 ] |
| 2016 | Choice Music: R&B/Hip-Hop Song                 | Work (feat. Drake)                                  | Nominiert | [ 217 ] |
| 2016 | Choice Music: Party Song                       | This Is What You Came For (mit Calvin Harris)       | Nominiert | [ 217 ] |
| 2016 | Choice Music: Summer Song                      | This Is What You Came For (mit Calvin Harris)       | Nominiert | [ 217 ] |
| 2018 | Choice Music: R&B/Hip-Hop Artist               | Rihanna                                             | Nominiert | [ 218 ] |
| 2018 | Choice Music: Best Female Artist               | Rihanna                                             | Nominiert | [ 218 ] |
| 2018 | Choice Fashion: Choice Style Icon              | Rihanna                                             | Nominiert | [ 218 ] |
| 2018 | Choice Fashion: Female Hottie                  | Rihanna                                             | Nominiert | [ 218 ] |
| 2018 | Choice Music: Best Fandom                      | RihannaNavy                                         | Nominiert | [ 218 ] |

## Telehit Awards
| Jahr | Kategorie               | für                | Resultat  | Ref.    |
| ---- | ----------------------- | ------------------ | --------- | ------- |
| 2012 | Song of the Year        | We Found Love      | Gewonnen  | [ 219 ] |
| 2012 | Video of the Year       | We Found Love      | Nominiert | [ 219 ] |
| 2016 | Best Female Solo Artist | Rihanna            | Gewonnen  | [ 220 ] |
| 2016 | Song of the Year        | Work (feat. Drake) | Nominiert | [ 220 ] |

## UK Music Video Awards
| Jahr | Kategorie                        | für                                           | Resultat  | Ref.    |
| ---- | -------------------------------- | --------------------------------------------- | --------- | ------- |
| 2011 | Best Urban Video – International | Love the Way You Lie (feat. Eminem)           | Nominiert | [ 221 ] |
| 2012 | Best Pop Video – International   | We Found Love (feat. Calvin Harris)           | Nominiert | [ 222 ] |
| 2015 | Best Pop Video – International   | Bitch Better Have My Money                    | Gewonnen  | [ 223 ] |
| 2015 | Best Styling in a Video          | Bitch Better Have My Money                    | Gewonnen  | [ 223 ] |
| 2016 | Best Dance Video – UK            | This Is What You Came For (mit Calvin Harris) | Nominiert | [ 224 ] |
| 2018 | Best Choreography in a Video     | Lemon (mit N.E.R.D)                           | Nominiert | [ 225 ] |

## Urban Music Awards
| Jahr | Kategorie              | für          | Resultat  | Ref.    |
| ---- | ---------------------- | ------------ | --------- | ------- |
| 2007 | Best Music Video       | Unfaithful   | Nominiert | [ 226 ] |
| 2007 | Best R&B Act           | Rihanna      | Gewonnen  | [ 226 ] |
| 2009 | Best Music Video       | Rehab        | Gewonnen  | [ 227 ] |
| 2009 | Best Female Act        | Rihanna      | Gewonnen  | [ 227 ] |
| 2009 | Best R&B Act           | Rihanna      | Nominiert | [ 227 ] |
| 2009 | Artist of the Year     | Rihanna      | Nominiert | [ 227 ] |
| 2010 | Best International Act | Rihanna      | Nominiert | [ 228 ] |
| 2012 | Album of the Year      | Unapologetic | Gewonnen  | [ 229 ] |

## VH1 Soul VIBE Awards
| Jahr | Kategorie         | für                    | Resultat | Ref.    |
| ---- | ----------------- | ---------------------- | -------- | ------- |
| 2007 | Video of the Year | Umbrella (feat. Jay-Z) | Gewonnen | [ 230 ] |

## WDM Radio Awards
| Jahr | Kategorie         | für                                             | Resultat | Ref.    |
| ---- | ----------------- | ----------------------------------------------- | -------- | ------- |
| 2017 | Best Global Track | This Is What You Came For (feat. Calvin Harris) | Gewonnen | [ 231 ] |

## Webby Awards
| Jahr | Kategorie                         | für       | Resultat | Ref.    |
| ---- | --------------------------------- | --------- | -------- | ------- |
| 2016 | Mobile Campaign                   | ANTIdiaRy | Gewonnen | [ 232 ] |
| 2016 | Best Use of Video or Moving Image | ANTIdiaRy | Gewonnen | [ 232 ] |

## World Music Awards
| Jahr | Kategorie                                | für                                 | Resultat  | Ref.    |
| ---- | ---------------------------------------- | ----------------------------------- | --------- | ------- |
| 2006 | World's Best-Selling Barbadian Artist    | Rihanna                             | Gewonnen  | [ 233 ] |
| 2006 | World's Best-Selling R'n'B Female Artist | Rihanna                             | Nominiert | [ 233 ] |
| 2007 | Entertainer of the Year                  | Rihanna                             | Gewonnen  | [ 234 ] |
| 2007 | World's Best-Selling Pop Female Artist   | Rihanna                             | Gewonnen  | [ 234 ] |
| 2007 | World's Best-Selling R'n'B Female Artist | Rihanna                             | Nominiert | [ 234 ] |
| 2008 | World's Best-Selling R'n'B Female Artist | Rihanna                             | Nominiert | [ 235 ] |
| 2010 | World's Best Pop/Rock Artist             | Rihanna                             | Nominiert | [ 236 ] |
| 2014 | Best Female Artist Of The Year           | Rihanna                             | Nominiert | [ 237 ] |
| 2014 | Best Live Act                            | Rihanna                             | Nominiert | [ 237 ] |
| 2014 | Best Entertainer                         | Rihanna                             | Nominiert | [ 237 ] |
| 2014 | Best Pop/Rock Female                     | Rihanna                             | Nominiert | [ 237 ] |
| 2014 | Best R&B Female                          | Rihanna                             | Nominiert | [ 237 ] |
| 2014 | Best Caribbean Artist                    | Rihanna                             | Nominiert | [ 237 ] |
| 2014 | Best Song                                | We Found Love (feat. Calvin Harris) | Nominiert | [ 237 ] |
| 2014 | Best Song                                | Stay                                | Nominiert | [ 237 ] |
| 2014 | Best Video                               | Diamonds                            | Nominiert | [ 237 ] |
| 2014 | Best Album                               | Unapologetic                        | Nominiert | [ 237 ] |

## YouTube Music Awards
| Jahr | Kategorie           | für      | Resultat  | Ref.    |
| ---- | ------------------- | -------- | --------- | ------- |
| 2013 | Artist of the Year  | Rihanna  | Nominiert | [ 238 ] |
| 2013 | YouTube Phenomenon  | Diamonds | Nominiert | [ 238 ] |
| 2015 | 50 Artists to Watch | Rihanna  | Gewonnen  | [ 239 ] |